# Autobahndreieck Würzburg-West

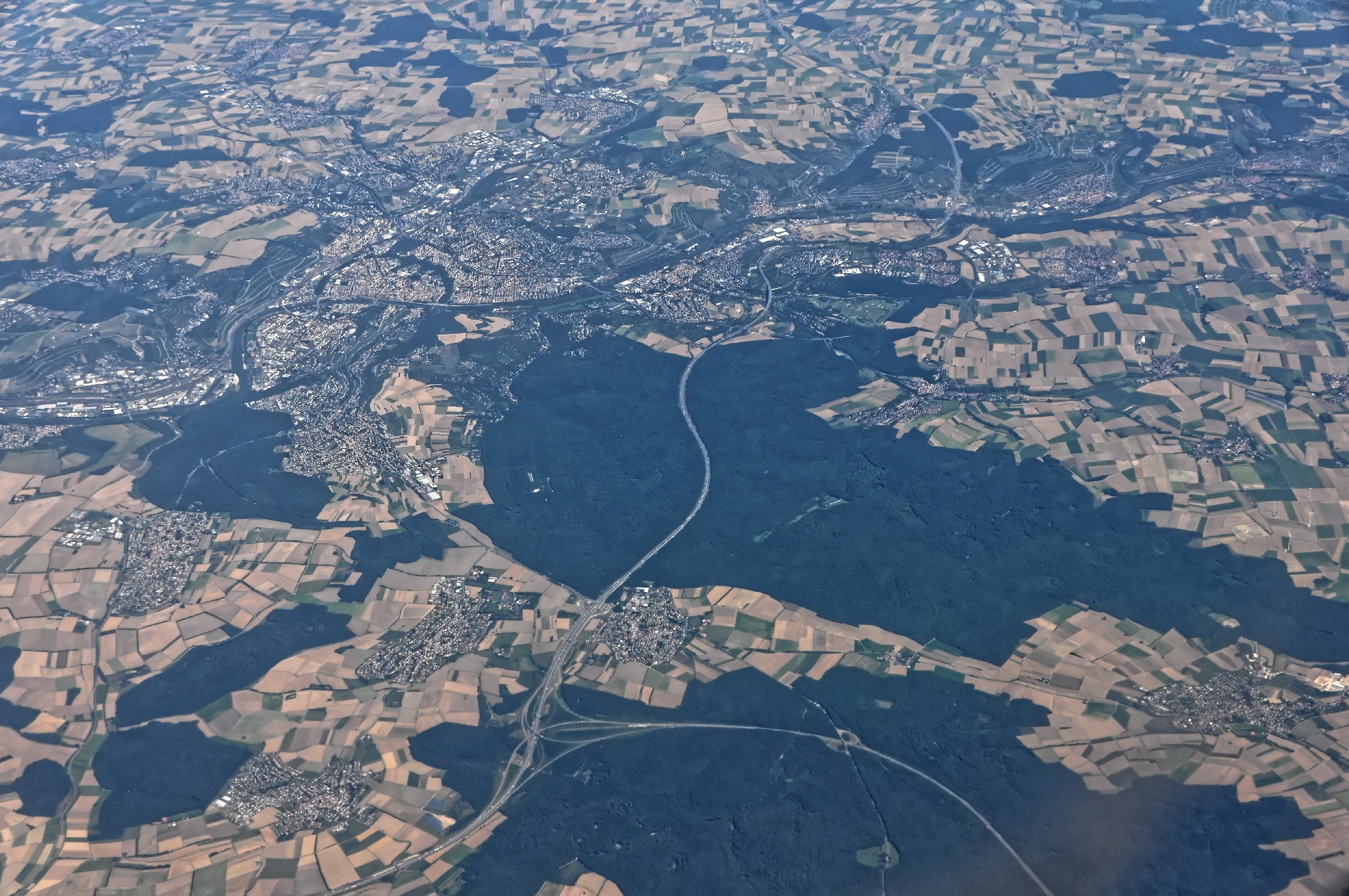
Autobahndreieck Würzburg-West aus der Luft

Das Autobahndreieck Würzburg-West (Abkürzung: AD Würzburg-West; Kurzform Dreieck Würzburg-West) ist ein Autobahndreieck in Bayern südwestlich von Würzburg. Hier beginnt die Bundesautobahn 81 (Würzburg – Stuttgart – Singen (Hohentwiel)), indem sie von der Bundesautobahn 3 (Oberhausen – Frankfurt am Main – Passau) abzweigt.

## Geographie
Das Autobahndreieck liegt auf der Gemarkung der Gemeinde Eisingen sowie dem gemeindefreien Gebiet Irtenberger Wald, das gemeinsam mit dem Guttenberger Wald teilweise als FFH-Gebiet ausgewiesen ist, im Landkreis Würzburg. Die umliegenden Gemeinden sind Kist, Altertheim und Waldbrunn. Es befindet sich etwa 10 km südwestlich der Würzburger Innenstadt und etwa 80 km nordöstlich von Heilbronn.
Das Autobahnkreuz befindet sich auf 303–306 m über Normalnull in einem Waldgebiet.
Die nächstgelegene Bundesstraße ist die B 27, die an der Anschlussstelle Kist die A 3 und an der Anschlussstelle Gerchsheim die A 81 kreuzt. Das Dreieck liegt zudem auf der Europastraße 41 und ist zudem der Beginn der E 43.
Es ist die Anschlussstelle Nummer 68 auf der A 3 und die Anschlussstelle Nummer 1 auf der A 81. Auf der A 3 bildet das Autobahnkreuz zusammen mit der benachbarten Anschlussstelle Kist eine Doppelanschlussstelle.

## Geschichte
Am 27. Oktober 1961 wurde der Abschnitt der neu errichteten A 3 von Rohrbrunn bis Würzburg-West freigegeben. Als in den 1970er-Jahren die Autobahn 81 erbaut wurde, musste ein Anschluss an die A 3 errichtet werden.
Das Dreieck Würzburg-West ist als unvollständiges Malteserkreuz ausgeführt, da man es zunächst als Autobahnkreuz plante. Nach Norden war eine Verlängerung der A 81 für die Nordumgehung Würzburgs zur A 7 geplant, die jedoch nie gebaut wurde.
Mit den Planungen zur neuen Westumgehung Würzburgs, der Bundesstraße 26n, war ein Anschluss der B 26n an das Dreieck Würzburg-West vorgesehen. Die Strecke sollte anschließend teilweise durch einen Tunnel zwischen den Gemeinden Eisingen und Waldbrunn hindurchführen. In den Anfang 2010 vom Staatlichen Bauamt Würzburg veröffentlichten Planungen ist allerdings die Anschlussstelle Helmstadt als Beginn der B 26n vorgesehen.

## Verkehrsaufkommen
Das Dreieck Würzburg-West wurde im Jahr 2015 täglich von etwa 92.000 Fahrzeugen passiert.
| Von                | Nach                   | Durchschnittliche tägliche Verkehrsstärke | Durchschnittliche tägliche Verkehrsstärke | Durchschnittliche tägliche Verkehrsstärke | Anteil Schwerlastverkehr | Anteil Schwerlastverkehr | Anteil Schwerlastverkehr |
| Von                | Nach                   | 2005                                      | 2010                                      | 2015                                      | 2005                     | 2010                     | 2015                     |
| ------------------ | ---------------------- | ----------------------------------------- | ----------------------------------------- | ----------------------------------------- | ------------------------ | ------------------------ | ------------------------ |
| AS Helmstadt (A 3) | AD Würzburg-West       | 62.000                                    | 59.500                                    | 65.800                                    | 20,3 %                   | 20,8 %                   | 21,3 %                   |
| AD Würzburg-West   | AS Würzburg/Kist (A 3) | 79.900                                    | 75.000                                    | 87.800                                    | 19,9 %                   | 21,6 %                   | 20,6 %                   |
| AD Würzburg-West   | AS Gerchsheim (A 81)   | 25.900                                    | 26.100                                    | 30.600                                    | 15,9 %                   | 17,2 %                   | 17,5 %                   |